# Fritz Homann (Schiff)
Die Fritz Homann war ein deutscher Seitentrawler, der im Zweiten Weltkrieg von der Kriegsmarine zunächst als Wetterbeobachtungsschiff und dann als Vorpostenboot eingesetzt wurde, danach bis 1955 unter deutscher und schließlich bis zur Abwrackung 1985 unter finnischer Flagge wieder im Fischfang diente.

## Bau
Das mit 391 BRT vermessene Schiff lief im Juni 1930 im Werk Seebeck der Deschimag in Wesermünde vom Stapel und wurde im August mit dem Fischereikennzeichen PG 395 von der Fischfangreederei Grundmann & Gröschel, Wesermünde, mit Heimathafen Geestemünde in Dienst gestellt. Es war 45,3 m lang und 7,7 m breit und hatte 3,8 m Tiefgang. Das Schiff trug den Namen des 1914 verstorbenen Lebensmittelfabrikanten Fritz Homann aus Dissen a.T.W., der 1904 maßgeblich an der Gründung von Grundmann & Gröschel beteiligt war.

## Kriegsmarinedienst
Mit dem nach Kriegsbeginn rasch anwachsenden Bedarf der Kriegsmarine an hochseetüchtigen, kleinen Schiffen wurde das Schiff 1940 requiriert und nach entsprechendem Umbau am 1. März 1940 als Wetterbeobachtungsschiff mit der Bezeichnung WBS 3 in Dienst gestellt. Die Besatzung bestand aus 15 Mann sowie einem kleinen Trupp von meteorologischem Fachpersonal. WBS 3 wurde dem Marinegruppenkommando West (MGK West) zugeteilt. Seine erste Einsatzfahrt begann am 21. März in Wilhelmshaven und führte in das sogenannte Operationsgebiet 1, die Dänemarkstraße zwischen Island und Grönland, wo es gemeinsam mit den ebenfalls entlang der geplanten Fahrtstrecke postierten Hinrich Freese (WBS 4) und Adolf Vinnen (WBS 5) den Ausbruch des Hilfskreuzers Atlantis in den Nordatlantik mit Wetterinformationen unterstützen sollte. Danach beobachtete und meldete das Schiff Anfang April, unmittelbar vor und während der deutschen Invasion Norwegens und als Fischfangschiff getarnt, den Schiffsverkehr vor der norwegischen Küste. Nach etwa 25 Tagen auf See kehrte die Fritz Homann Mitte April nach Wilhelmshaven zurück.
Bei der Schaffung des Marinegruppenkommandos Nord und dem gleichzeitigen Wechsel der Befehlsführung in der Nordsee vom MGK West an das MGK Nord im August 1940 kam die Fritz Homann in den Befehlsbereich des MGK Nord. Sie war im Operationsgebiet 3 nördlich von Jan Mayen positioniert. Im Oktober und November 1940 war sie gemeinsam mit dem WBS Hinrich Freese an dem Versuch beteiligt, entweder in der Maria-Musch-Bucht oder der Rakved-Bucht auf Jan Mayen einen Stützpunkt für deutsche Wasserflugzeuge einzurichten, die von dort mit Aufklärungs- und Wetterbeobachtungsflügen den Durchbruch des Schweren Kreuzers Admiral Scheer durch die Dänemarkstraße in den Atlantik sichern und unterstützen sollten. Die Fritz Homann lief, mit Ausrüstung und Material für die geplante Basis beladen, Trondheim am 25. Oktober an und erreichte Jan Mayen am 28. Oktober. Die beiden an der Unternehmung beteiligten Heinkel He 115 der Küstenfliegergruppe 506 erschienen am folgenden Tag, aber eine der beiden ging in dem schweren Wetter bereits bei der Landung zu Bruch, die andere wurde während der Nacht, in der Maria-Musch-Bucht vor Anker liegend, von einem schweren Sturm irreparabel beschädigt. Daraufhin wurde das Unternehmen abgebrochen. Die Fritz Homann wurde noch am gleichen Tag in das Seegebiet nordöstlich von Island beordert, um dort das Wetter für die Admiral Scheer zu beobachten und melden, und kehrte am 12. November nach Bergen zurück. Die Hinrich Freese fuhr mit den Besatzungen der beiden havarierten Flugzeuge am 30. Oktober nach Trondheim zurück, wo sie am 5. November eintraf.
Bereits am 19. November 1940 lief die Fritz Homann wieder aus Bergen aus, um über Trondheim wieder zur Wetterbeobachtung in das Gebiet nordöstlich von Island zu verlegen. Nach 32 Tagen auf See kehrte sie am 21. Dezember nach Trondheim zurück. Am 31. Dezember 1941 erhielt die Fritz Homann die neue Bezeichnung WBS 4. Im weiteren Verlauf des Jahres 1941 versah sie regelmäßig Wetterbeobachtungsdienst nordöstlich von Island, im Wechsel mit anderen WBS.
Im September 1941 war die Fritz Homann dann am Unternehmen Knospe beteiligt, der Einrichtung einer Wetterstation auf Nordwest-Spitzbergen. In Koordination mit dem Marinewaffen- und Ausrüstungsbetrieb Hamburg entsandte das Marinegruppenkommando Nord am 26. September 1941 die beiden Wetterbeobachtungsschiffe Sachsen und Fritz Homann aus Kiel in Richtung Spitzbergen, beladen mit Funkanlagen, Stromaggregaten, Schlitten, Bauholz, wissenschaftlicher Ausrüstung und Personal. Die Schiffe trafen am 15. Oktober 1941, nach einem Zwischenstopp in Tromsø vom 10. bis zum 12. Oktober, am geplanten Stützpunkt in der Bucht Signehamna an der Westseite des Lilliehöökfjord ein. Die Station war am 29. Oktober voll einsatzbereit. Am 15. November gingen die beiden Schiffe schließlich auf die Rückfahrt, um nicht im Eis eingeschlossen zu werden.
Im August 1942 wurde die Fritz Homann mit der neuen Bezeichnung V 5717 der 57. Vorpostenflottille in Nordnorwegen zugeteilt, bei der sie bis Kriegsende Sicherungs- und Geleitdienst durchführte.

## Nachkriegszeit
Die Fritz Homann fuhr nach dem Ende des Kriegs wieder als Fischdampfer, bis 1955 unter ihrem alten Namen und deutscher Flagge. Dann wurde sie nach Finnland verkauft, wo sie den Namen Saukko (IMO-Nummer 5314717) erhielt und bis zu ihrer Abwrackung 1985 im Fischfang eingesetzt wurde.